# Otisville (Michigan)
Otisville – wieś w Stanach Zjednoczonych, w stanie Michigan, w hrabstwie Genesee.